# USS Portland (CA-33)
El USS Portland (CA-33) de la Armada de los Estados Unidos fue la cabeza de serie de su clase de cruceros pesados. Fue puesto en gradas en 1930, botado en 1932 y asignado en 1933. Fue de baja en 1946.

## Construcción y características
Construido por Bethlehem Steel, fue puesto en gradas el 17 de febrero de 1930, botado el 21 de mayo de 1932 y asignado el 23 de febrero de 1933.

## Historia de servicio
El USS Portland participó de la guerra en el frente del Pacífico de 1941 a 1945. Posteriormente fue descomisionado en 1946 (el 12 de julio). Fue desguazado en 1959.